# Слефогт, Макс
Макс Слефогт (нем. Franz Theodor Max Slevogt; 8 октября 1868, Ландсхут — 20 сентября 1932, Лайнсвайлер) — немецкий художник-импрессионист, график, сценограф, иллюстратор.
Макс Слефогт занимает особое место в пейзажной живописи. Вместе с Ловисом Коринтом и Максом Либерманом Слефогта относят к последним представителям пленэрной живописи.

## Биография
В 1885—1889 учился в художественной академии Мюнхена у Вильгельма Дица. В 1889 приехал в Париж, занимался в академии Жюлиана. В 1896 году начал работать как карикатурист в журнале «Симплициссимус». В 1897 году состоялась его первая персональная выставка в Вене.
В 1900 году Слефогт ещё раз побывал в Париже и был глубоко впечатлён живописью Эдуарда Мане. В 1901 г. присоединился к Берлинскому сецессиону.
В 1914 году путешествовал по Египту и Италии. В годы войны работал художником на Западном фронте. После войны работал сценографом, в том числе над декорациями к «Дону Жуану» Моцарта в Государственной опере Дрездена (1924).

## Галерея

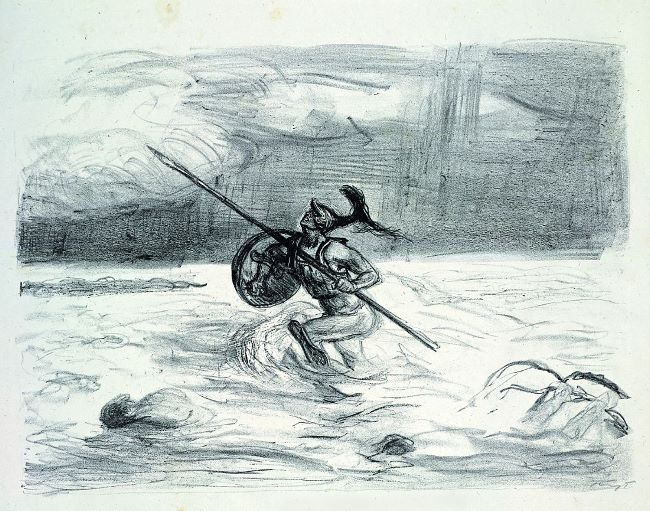
Ахилл
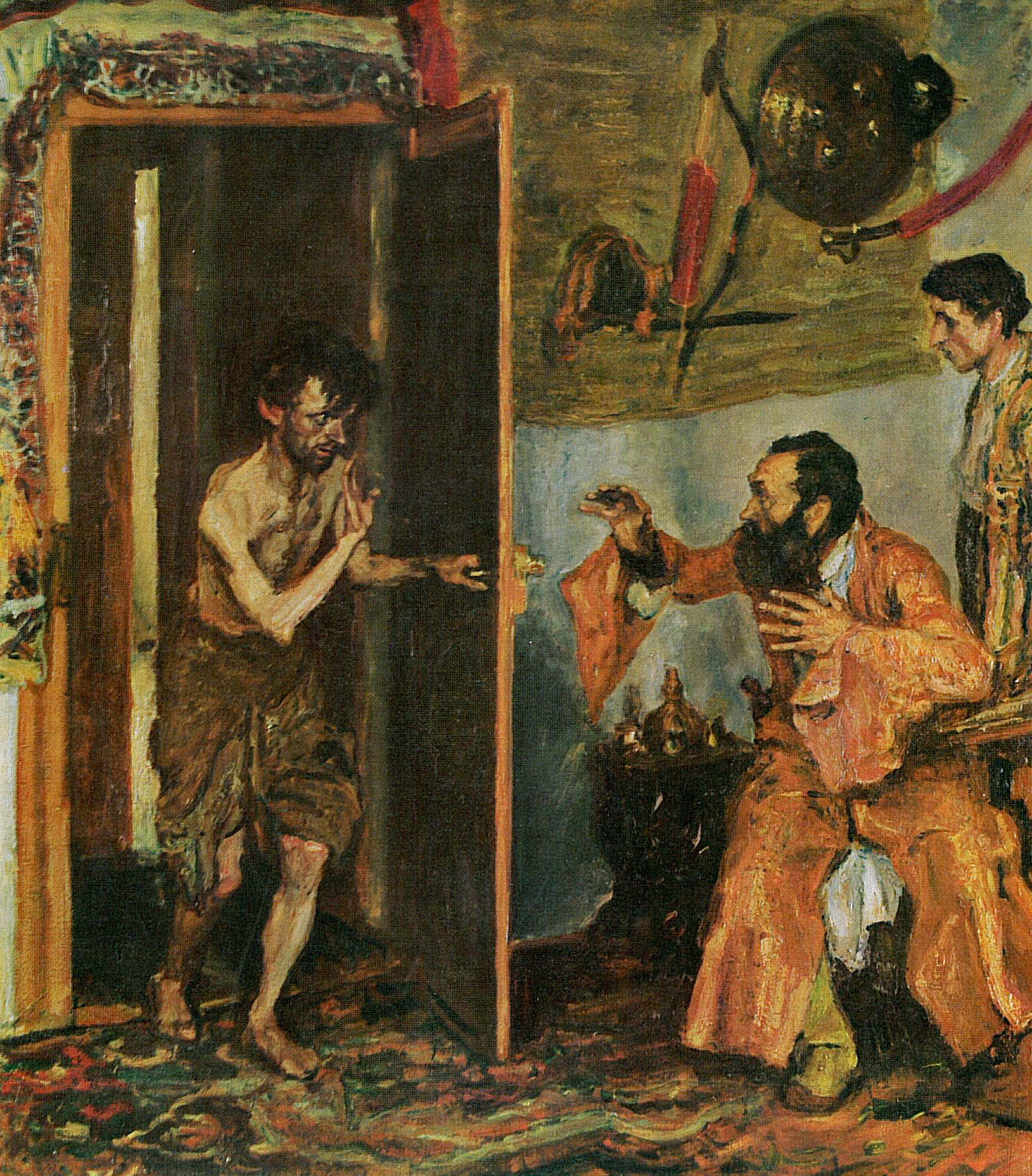
Блудный сын
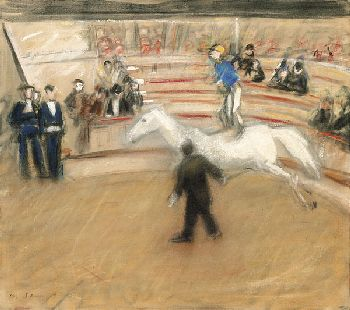
Цирк
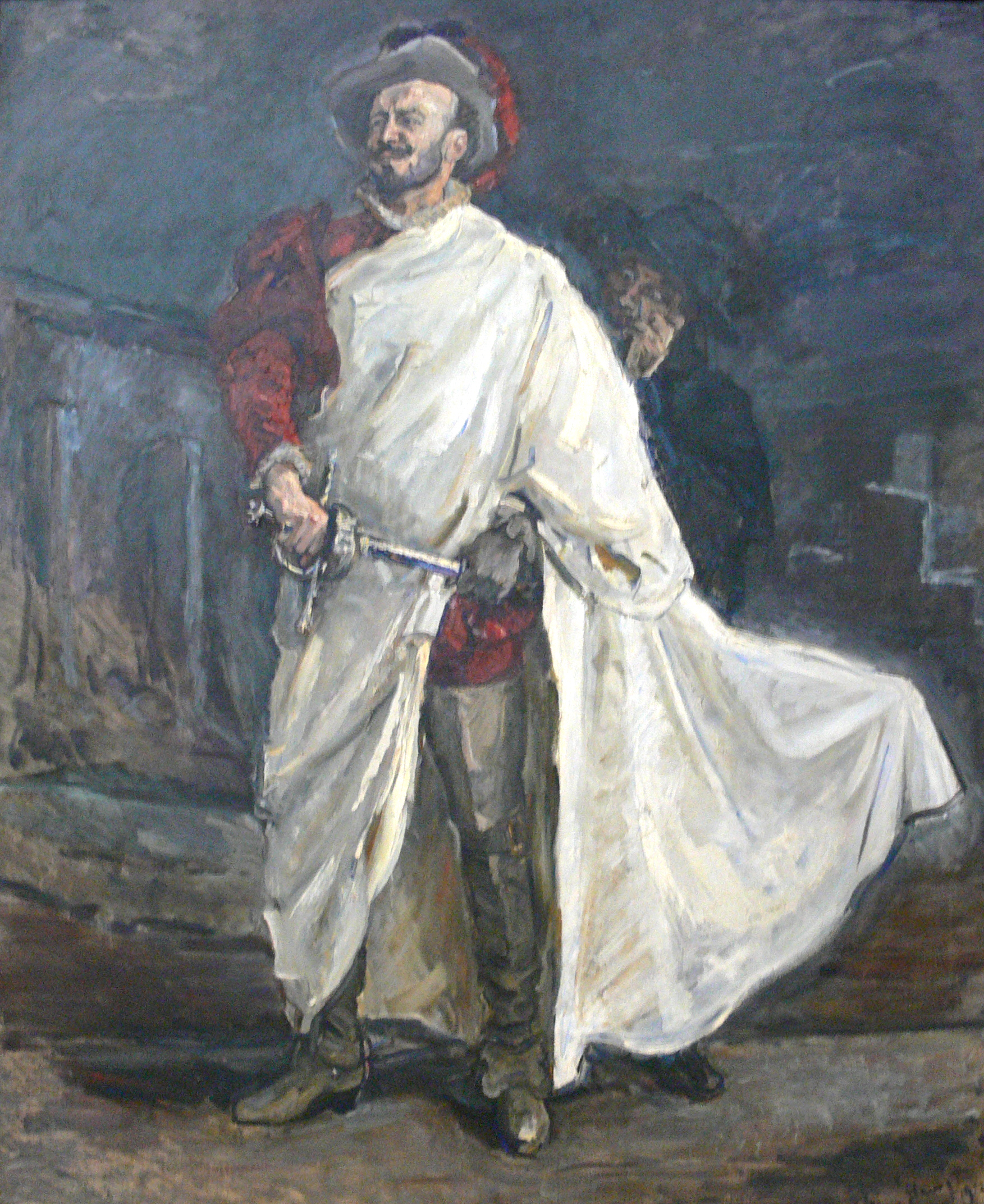
Франсиско д’Андраде в роли Дон Жуана в опере Моцарта, 1912
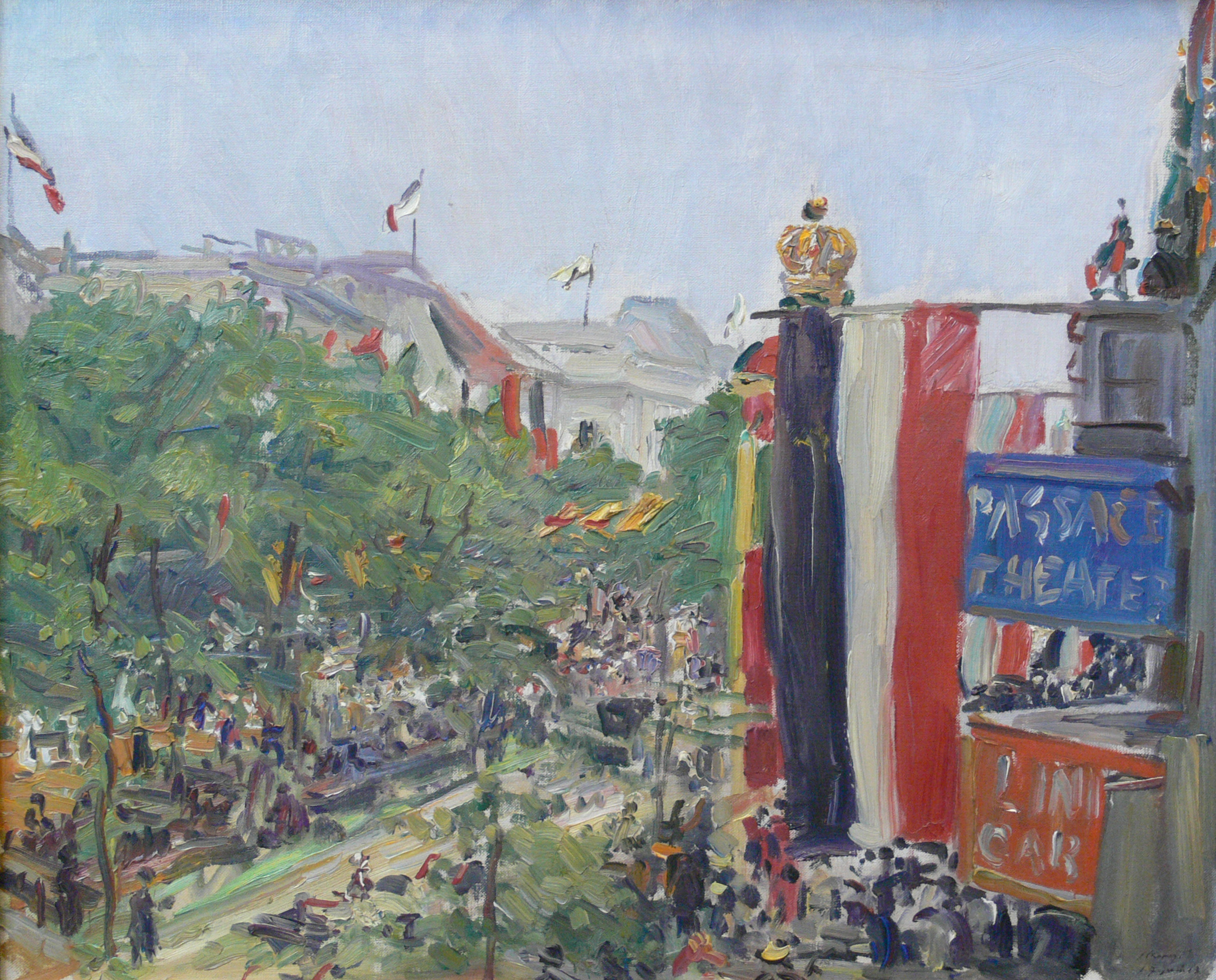
Унтер-ден-Линден, 1913
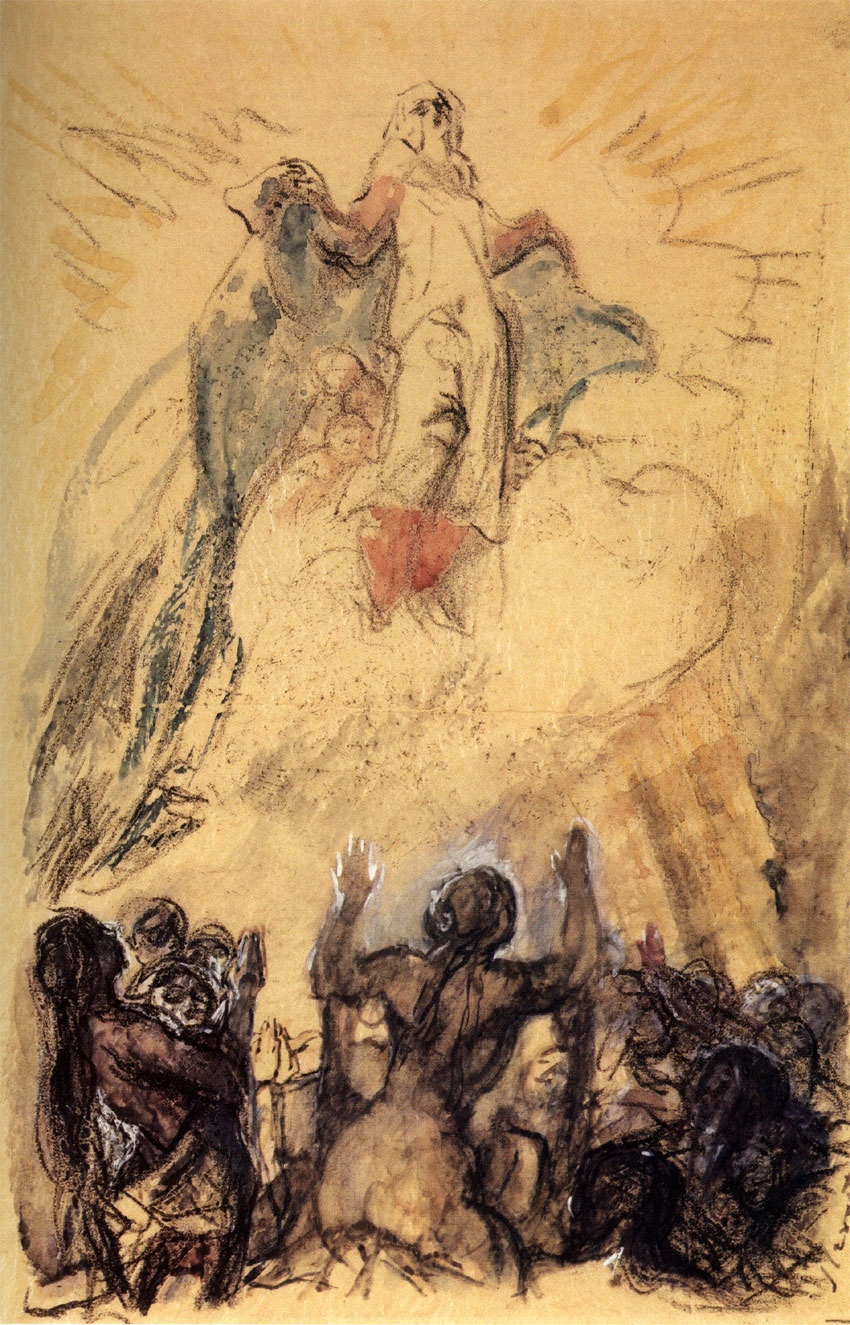
Mater Gloriosa
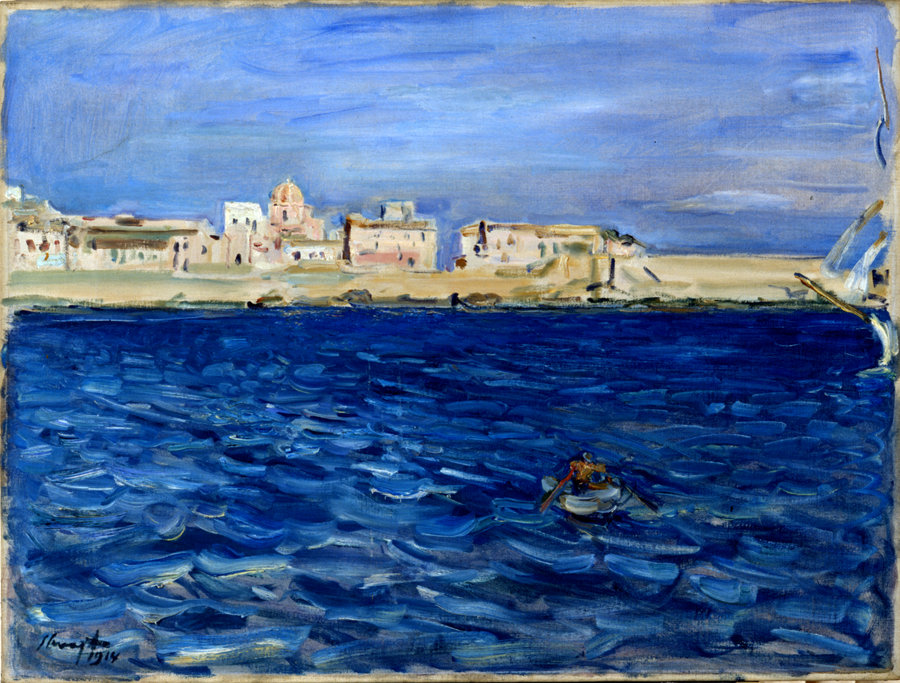
Гавань Сиракуз
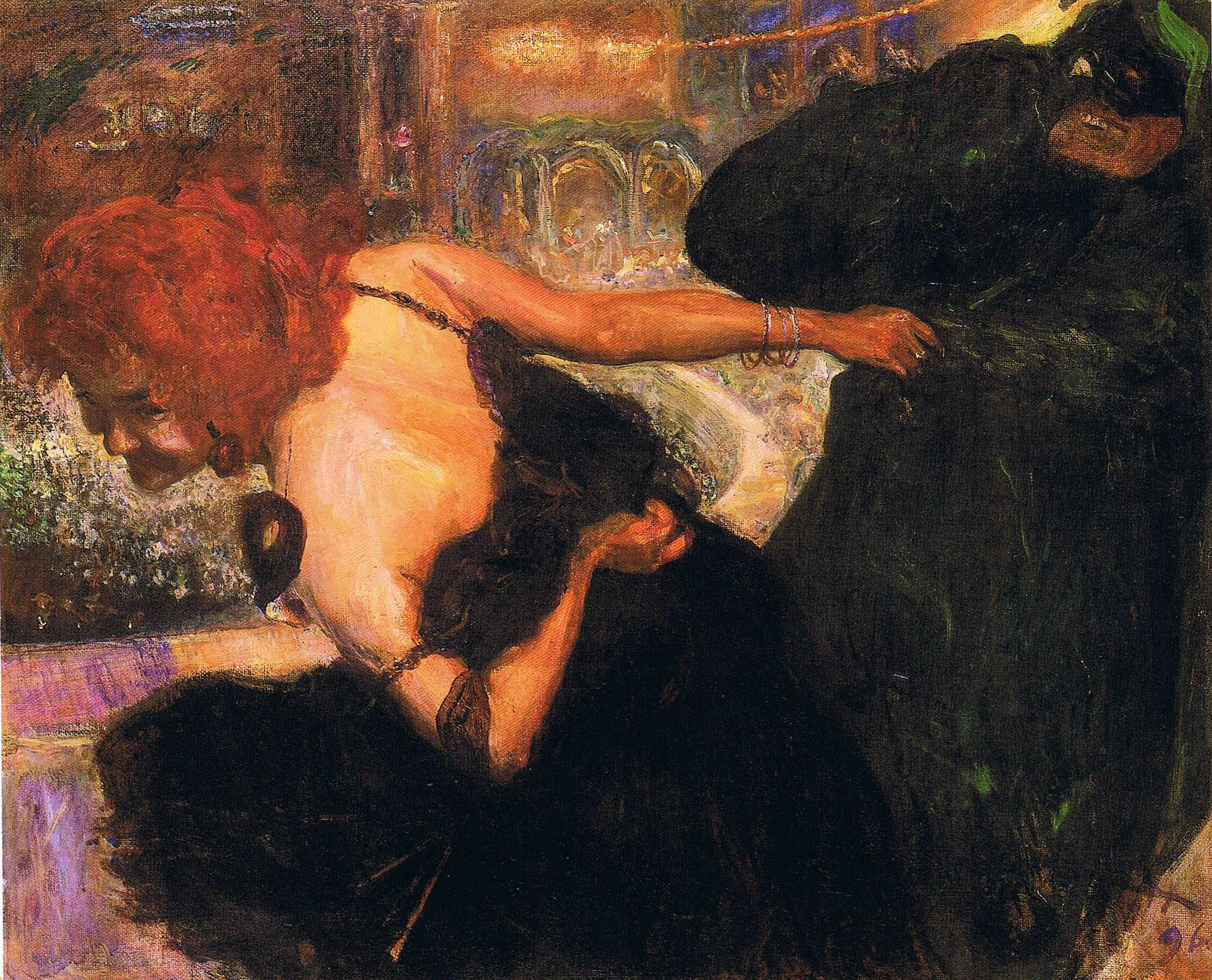
Пляска смерти
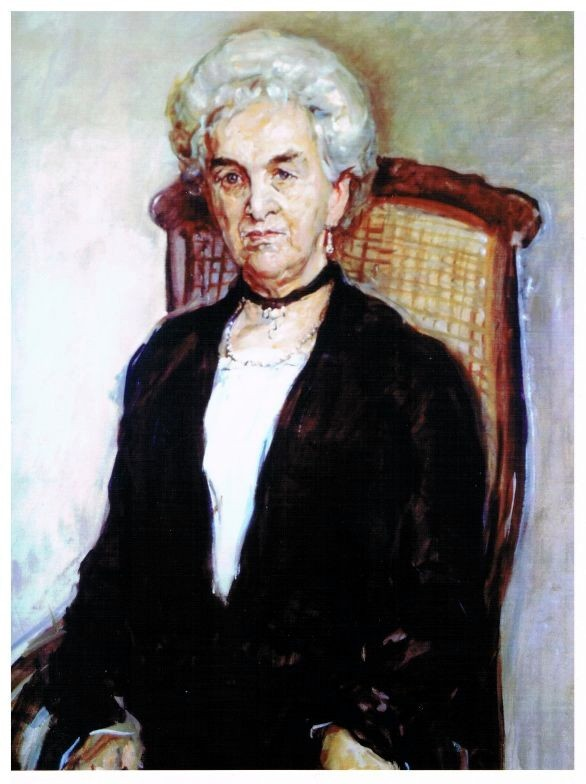
Ида Бой-Эд